# معاملة المثليين في جزر ماريانا الشمالية
تطورت حقوق المثليين والمثليات ومزدوجي التوجه الجنسي والمتحولين جنسياً (اختصاراً: LGBT) في الإقليم غير المدمج للولايات المتحدة جزر ماريانا الشمالية بدرجة كبيرة في السنوات الأخيرة. تم إلغاء تجريم النشاط الجنسي المثلي منذ عام 1983 وتم السماح بزواج المثليين وتبني المثليين للأطفال بعد حكم المحكمة العليا للولايات المتحدة في قضية أوبرغيفل ضد هودجز في يونيو عام 2015. ومع ذلك، فإن الإقليم الأمريكي لا يحظر التمييز على أساس التوجه الجنسي والهوية الجندرية، باستثناء ما يتعلق بموظفي الحكومة. كما أن تغيير الجنس على شهادة الميلاد قانوني أيضا في الإقليم بعد إجراء جراحة إعادة تحديد الجنس.

## تاريخ
تقبل شعب شامورو تقليديًا المثلية الجنسية والمتحولين جنسياً. كان مجتمع شامورو مجتمعًا متسامحًا جدًا، حيث لم يُنظر إلى المثلية الجنسية على أنها من المحرمات. وقد وصف بأنه مجتمع مزدوج التوجه الجنسي علنا، على الرغم من أن هذا أمر يختلف عليه بين المؤرخين. وتعني كلمة "mamflorita" باللغة التشاموروية الرجل مثلي الجنس هو (حرفيا الزهرة الصغيرة)، في حين تعني كلمة "malalahi" المرأة مثلية الجنس (حرفيا النساء التي تتصرف مثل الرجال).

## قانونية النشاط الجنسي المثلي
أصبح النشاط الجنسي المثلي قانونيا في جزر ماريانا الشمالية منذ عام 1983.

## الاعتراف القانوني بالعلاقات المثلية
أصبح زواج المثليين قانونًا في الكومنولث في 26 يونيو 2015، عندما قضت المحكمة العليا الأمريكية بعدم دستورية حظر زواج المثليين. قبل ذلك، لم يكن هناك أي حظر على زواج المثليين في قانون الإقليم، ولم تحدد القوانين الجنس بين أطراف الزواج بين مواطني جزر ماريانا الشمالية. تفترض أحكام أخرى أن أطراف الزواج ليسوا من نفس الجنس. فيما يتعلق بالزواج الذي يشمل شخصًا أو أكثر من غير المواطنين، يقول النظام الأساسي: «يكون الذكر عند التعاقد على الزواج 18 عامًا على الأقل والأنثى لا يقل عمرها عن 16 عامًا...» تفترض القوانين المتعلقة بالطلاق أن الشركاء في الزواج هم الزوج والزوجة. لم يتم تغيير هذه القوانين حتى تعكس حكم المحكمة العليا الأمريكية.
حدث الزواج الأول بين زوجين مثليين في جزيرة سايبان في 22 يوليو 2015.

## الحماية من التمييز وقانون جرائم الكراهية
لا تحمي جزر ماريانا الشمالية الناس من التمييز على أساس توجههم الجنسي أو هويتهم الجندرية. بالإضافة إلى ذلك، لا يحظر الإقليم جرائم الكراهية القائمة على التوجه الجنسي والهوية الجندرية. ومع ذلك، يتم حظر جرائم الكراهية فيدراليًا بموجب قانون ماثيو شيبارد وجيمس بيرد جونيور لمنع جرائم الكراهية.
التمييز ضد موظفي الحكومة على أساس توجههم الجنسية غير قانوني. تم حظر سلطة زوار ماريانا ولجنة الخدمة المدنية بموجب القانون من التمييز بسبب التوجه الجنسي. يخضع هذا التمييز إلى «إجراء تأديبي».
يحظر القانون الإداري لجزر ماريانا الشمالية التنمر والمضايقة والتمييز ضد طلاب المدارس العامة والموظفين وأولياء الأمور. ينص § 60-20-401:
يحق لجميع الطلاب والموظفين وأولياء الأمور التحرر من التمييز والمضايقة على أساس العرق أو العقيدة أو الدين أو اللون أو الجنس أو التوجه الجنسي أو الأصل القومي أو العمر أو الوضع الثقافي أو الاجتماعي - الاقتصادي أو حالة الإعاقة. يجب ألا يشارك الموظفون في أي عمل تمييزي ضد الطلاب أو أولياء الأمور أو زملاء العمل، أو يسمح للآخرين بالمشاركة فيه، على أساس العوامل المذكورة أعلاه أو في الانتقام لممارسة أي من حقوقهم.
يتم تعريف التنمر في الفقرات من 60 إلى 20-403 على النحو التالي:
كما هو مستخدم في هذا النظام، فإن «التنمر أو المضايقة أو التخويف» تعني السلوك المتعمد، بما في ذلك السلوك اللفظي أو المادي أو المكتوب أو الاتصال الإلكتروني المتعمد الذي يخلق بيئة تعليمية معادية بالتدخل بشكل كبير في الفوائد أو الفرص أو الأداء التعليمي للطالب. أو مع الرفاه البدني أو النفسي للطالب وهو:
 :(1) بدافع من خاصية شخصية فعلية أو متصورة بما في ذلك العرق أو الأصل القومي أو الحالة الزواجية أو الجنس أو التوجه الجنسي أو الهوية الجندرية أو الدين أو النسب أو الصفات البدنية أو الحالة الاجتماعية الاقتصادية أو الحالة العائلية أو القدرة البدنية أو العقلية أو الإعاقة؛
يُسمح للأشخاص المثليين والمثليات ومزدوجي التوجه الجنسي والمتحولين جنسيا بالخدمة في القوات المسلحة الأمريكية.

## الهوية الجندرية والتعبير عنها
يمكن للأشخاص المتحولين جنسياً في جزر ماريانا الشمالية تغيير جنسهم القانوني بعد جراحة إعادة تحديد الجنس وتغيير الاسم. وينص قانون الإحصاء الحيوي لعام 2006 الذي دخل حيز التنفيذ في مارس 2007، على ما يلي: «عند استلام نسخة مصدقة من أمر المحكمة العليا لكومونولث جزر ماريانا الشمالية مما يدل على أن جنس الفرد المولود في كومونولث جزر ماريانا الشمالية تم تغييره بواسطة عملية جراحية، وما إذا تم تغيير اسم هذا الفرد، وتعديل شهادة ميلاد هذا الفرد على النحو المنصوص عليه في اللوائح».

## ظروف الحياة
أقيم أول موكب فخر المثليين في جزر ماريانا الشمالية في يوليو 2018.
منذ تشريع زواج المثليين في يونيو 2015، أصبحت المنطقة وجهة زواج شائعة للأزواج المثليين، وخاصة بين السياح الصينيين. في النصف الأول من عام 2018، كان 77% من جميع حالات الزواج حالات زواج المثليين.

## ملخص
| قانونية النشاط الجنسي المثلي                                                             | (منذ عام 1983)                                    |
| المساواة في السن القانوني للنشاط الجنسي                                                  | Yes                                               |
| قوانين مكافحة التمييز في التوظيف                                                         | / (لموظفي الحكومة)                                |
| قوانين مكافحة التمييز في توفير السلع والخدمات                                            | No                                                |
| قوانين مكافحة التمييز في جميع المجالات الأخرى (تتضمن التمييز غير المباشر، خطاب الكراهية) | No                                                |
| قوانين جرائم الكراهية تشمل التوجه الجنسي والهوية الجندرية                                | No                                                |
| قوانين مكافحة التنمر تشمل التوجه الجنسي والهوية الجندرية                                 | Yes                                               |
| زواج المثليين                                                                            | (منذ عام 2015)                                    |
| الاعتراف القانوني بالعلاقات المثلية                                                      | (منذ عام 2015)                                    |
| تبني أحد الشريكين للطفل البيولوجي للشريك الآخر                                           | (منذ عام 2015)                                    |
| التبني المشترك للأزواج المثليين                                                          | (منذ عام 2015)                                    |
| يسمح للمثليين والمثليات ومزدوجي التوجه الجنسي بالخدمة علناً في القوات المسلحة             | (منذ عام 2011)                                    |
| يسمح للمتحولين جنسيا بالخدمة علناً في القوات المسلحة                                      | (منذ عام 2018)                                    |
| الحق بتغيير الجنس القانوني                                                               | (منذ عام 2007، بعد إجراء جراحة إعادة تحديد الجنس) |
| علاج التحويل محظور                                                                       | No                                                |
| الحصول على أطفال أنابيب للمثليات                                                         |                                                   |
| الأمومة التلقائية للطفل بعد الولادة                                                      |                                                   |
| تأجير الأرحام التجاري للأزواج المثليين من الذكور                                         |                                                   |
| السماح للرجال الذين مارسوا الجنس الشرجي بالتبرع بالدم                                    | No                                                |